# 绍姆利
绍姆利（法語：Chomelix，法語發音：[ʃɔmli]）是法国上卢瓦尔省的一个市镇，属于勒皮区。

## 地理
绍姆利（45°15'44"N, 3°49'40"E）面积26.47 平方千米，位于法国奥弗涅-罗讷-阿尔卑斯大区上盧瓦爾省，该省份为法国中南部省份，北起多姆山省和卢瓦尔省，西接康塔爾省，南至洛泽尔省，东临阿尔代什省。
与绍姆利接壤的市镇（或旧市镇、城区）包括：阿尔宗河畔博讷、贝勒维拉蒙塔涅、费利讷、圣乔治拉格里科勒、圣皮埃尔迪尚。
绍姆利的时区为UTC+01:00、UTC+02:00（夏令时）。

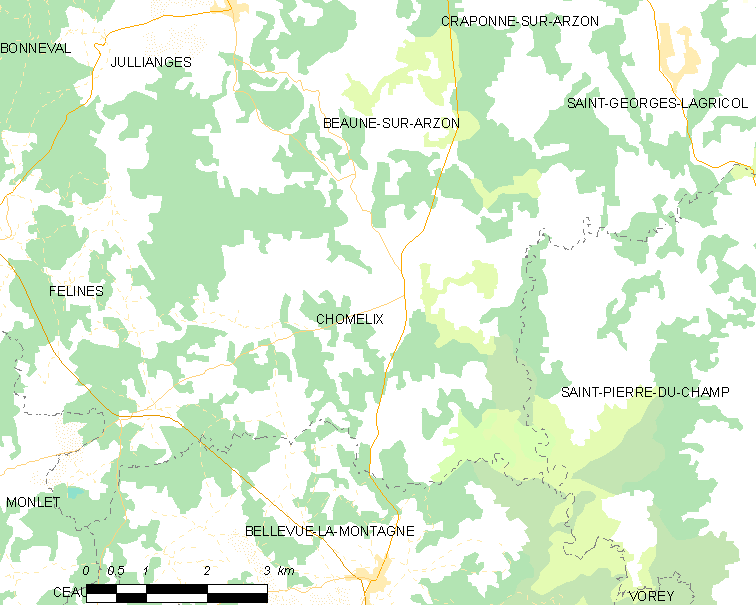
绍姆利的OSM定位图

## 行政
绍姆利的邮政编码为43500，INSEE市镇编码为43071。

## 政治
绍姆利所属的省级选区为上沃莱花岗岩高原县。

## 人口

1962-2008年间绍姆利人口变化图示

绍姆利于2022年1月1日时的人口数量为449人。